# La Vérité
La Vérité (La Verdad) es un poema del escritor francés Donatien Alphonse François de Sade más conocido en la historia de la literatura por su título de Marqués de Sade.
No se ha podido establecer con certeza la fecha de creación del opúsculo pero se considera cercana al año 1777. Se publicó por primera vez en 1961, encontrada entre los papeles de La Mettrie, a partir de un manuscrito autográfico inédito del Marqués de Sade que antiguamente formaba parte de la colección “La Sicotiere”. El aspecto del manuscrito, tachado y corregido basta para identificarlo como una obra personal. En este poema filosófico y en las notas que lo acompañan aparece inmediatamente lo específicamente Sadista, lo inmoral, lo antirreligioso, tanto la expresión como la doctrina de las que el marqués es autor.